# Tito Giovanni Scandianese
Tito Giovanni Ganzarini, dit le Scandianese, est un poète et philologue italien du XVIe siècle.

## Biographie
Tito Giovanni Ganzarini nait en 1518 à Scandiano, petite ville du Duché de Modène, appartenant à la famille des Bojardo. Après avoir enseigné les belles-lettres à Modène, à Reggio et à Carpi, il se rend, en 1558, auprès d’un de ses amis à Asolo, où il est nommé professeur public. Ce premier engagement, qui ne dure que trois ans, mais qui se renouvelle plusieurs fois avec des conditions toujours plus avantageuses pour Scandianese, le retient à Asolo jusqu’à l’année 1581, époque à laquelle, on ne sait par quel motif, il se décide à passer, avec les mêmes fonctions, à Conegliano, où il paraît n’être allé que pour signer son testament ; car, peu après son arrivée, il y tombe malade et revient mourir à Asolo, le 26 juillet de l’année suivante.

## Œuvres
Scandianese compose des discours, des pastorales et des comédies, dont aucune n’a été imprimée, non plus que diverses traductions du latin et du grec ; quelques vies des grands hommes de l’antiquité et un poème sur la pèche. Ces manuscrits, que l’auteur avait légués avec le reste de sa bibliothèque aux religieux de St-Ange d’ Asolo, furent en grande partie dispersés, à la suppression de ce couvent, en 1769. Il ne reste plus de ce laborieux écrivain que :
- La Fenice, Venise, 1555, petit in-4°, et 1557, avec des additions. Ce poème, d’environ quatre cents vers et en tercets, dans lequel on décrit la vie, la mort et la renaissance du phénix, est suivi d’un recueil assez curieux de passages tirés des auteurs anciens qui ont parlé de cet animal fabuleux. Le poète nous apprend que le but de son ouvrage est de faire sentir que l’âme doit se tourner vers Dieu, comme le phénix vers le soleil, jusqu’à ce qu’elle puisse quitter sa dépouille mortelle.
- La Caccia, libri 4, con la dimostrazione de’ luoghi de’ greci e de’ latini scrittori, ibid., 1556, in-4°. Ce poème, plus étendu que le précédent, est composé à l’imitation des Cynegeticon de Grattius et de Némésien, auxquels l’auteur a emprunté divers passages, qu’il a pris soin d’indiquer et de recueillir à la fin de son poème.
- La Sfera di Proclo, traduit du grec et réimprimé avec l’ouvrage précédent. Il existe une autre traduction italienne de ce traité de Proclus, par Ignazio Danti, Florence, 1573, in-8°.
- Dialettica volgare, Venise, 1563, in-4°. C’est encore un poème qui devait avoir deux parties, l’une pour et l’autre contre la dialectique. Ce qui nous en reste ne forme que la moitié de la première partie, et la seule peut-être que l’auteur ait composée.